# Armand Huysmans
Armand Marie César Huysmans, né le 4 mars 1872 à Schaerbeek et décédé le 31 octobre 1935 à Ixelles fut un homme politique libéral belge.
Huysmans fut avocat, échevin et bourgmestre (1929-35) de Ixelles, élu conseiller provincial de la province de Brabant et sénateur de l'arrondissement de Bruxelles dès 1925.

## Sources
- Liberaal Archief